# Catene di ritardo ad m derivato per il sonar
Le catene di ritardo ad m derivato per il sonar, utilizzate dal 1960 per la rimessa in coerenza dei segnali idrofonici dei localizzatori subacquei, sono disponibili per un ampio impiego nel campo dell'elettronica e delle telecomunicazioni; possono consentire un'ampia gamma di intervalli temporali; da pochi microsecondi a decine di millisecondi.
Le catene ad m derivato sono costruite con un numero di cellule, uguali tra loro, dipendente dai valori di ritardo da realizzare. 
La struttura elettrica di una singola cellula può essere, in base alle caratteristiche richieste per l'impiego, schematizzata come mostrato nella figura della seconda sezione; le catene ad m derivato sono prevalentemente utilizzate per ampie bande di frequenza.

## Caratteristiche generali
Le cellule di ritardo ad {\displaystyle m} derivato sono così chiamate perché derivate dalle cellule a k costante mediante complessi procedimenti matematici. 
Queste nuove strutture sono costituite da cellule elementari in grado di ritardare, di un tempo {\displaystyle (r)}, un segnale analogico distribuito in ampie gamme di frequenze.
La costanza di {\displaystyle (r)} in funzione della frequenza è una prerogativa, eccezionalmente favorevole, delle cellule ad {\displaystyle m} derivato rispetto alle cellule a k costante.

## La cellula ad m derivato

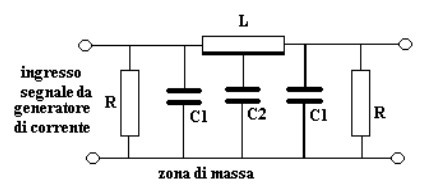
Cellula elementare di catena ad m derivato

Una molteplicità di {\displaystyle (n)} cellule ad {\displaystyle m} derivato ne realizza una catena che è idonea a ritardare per un totale di tempo pari a:
{\displaystyle R=(r)\cdot (n)}.
Se ad esempio una cellula ritarda di {\displaystyle r=10\ \mu s} con {\displaystyle 8} cellule, collegate a catena ( in serie l’una all'altra), si otterrà un ritardo totale di:
{\displaystyle R=(10\ \mu s)\cdot 8=80\ \mu s}
In una catena di ritardo con cellule ad {\displaystyle m} derivato si possono disporre, se necessario, prese intermedie per prelevare il segnale a passi di ritardo multipli tra loro.
La cellula elementare di ritardo a {\displaystyle m} derivato ha una struttura caratteristica che richiede una particolare induttanza a presa intermedia. 
Lo schema elettrico di questa cellula è mostrato in figura:
La struttura della cellula, alimentata da un generatore di corrente e, mostra la presenza di un’induttanza {\displaystyle L} dotata di presa di collegamento intermedia; tra questa presa e la zona di massa è collegato il condensatore {\displaystyle C2,} gli altri due condensatori, {\displaystyle C1,} uguali tra loro, sono collegati tra gli estremi di {\displaystyle L} e massa. 

### Specificazioni
Descrizione dell’induttanza {\displaystyle L} che correda la cellula:
l’induttanza, normalmente con il nucleo in ferrite, è formata da un avvolgimento che presenta un valore in {\displaystyle mH} ricavato dal calcolo ordinario che caratterizza la cellula; dal valore in {\displaystyle mH} scaturiscono il numero delle spire totali e delle spire per la presa intermedia. 
Un semplice esempio:
Dati di base
Sia da costruire un’induttanza da {\displaystyle 9.87\ mH} con presa intermedia:
Calcolo del numero delle spire
Se supponiamo d’impiegare un nucleo in ferrite con {\displaystyle \alpha =42} possiamo calcolare il numero {\displaystyle n} delle spire e scrivere:
{\displaystyle n=\alpha \cdot {\sqrt {L\ mH}}=42\cdot {\sqrt {9.87\ mH}}\approx 132} spire con presa intermedia.
Costruzione dell’induttanza
Si avvolgono nel rocchetto {\displaystyle 66} spire, si fuoriesce con un terminale, si prosegue l’avvolgimento fino al completamento delle {\displaystyle 132} spire.

### Fomule di calcolo
Esposizione delle formule di calcolo dei componenti la cellula con riferimento alla struttura di figura:
{\displaystyle L=r\cdot R}
{\displaystyle C1=Co/(2\cdot m^{2})}
{\displaystyle C2=Co\cdot (m^{2}{-}1)/m^{2}}
dove: 
{\displaystyle Co=r/R}
{\displaystyle m=1.275}
Altre variabili fondamentali sono:
{\displaystyle \varphi \approx 358.55\cdot (r)\cdot F} (sfasamento in gradi di un segnale che percorre la cellula).
dove {\displaystyle F} è la frequenza più elevata della banda dei segnali applicati alla cellula di ritardo.
{\displaystyle Fc=m/(\pi \cdot r)} (frequenza critica della cellula).
Per frequenze di segnale prossime alla frequenza critica {\displaystyle Fc} si manifestano sensibili variazioni di {\displaystyle (r)} in funzione della frequenza.

## Esempio di progetto

### Dati di base
Progetto di una catena di ritardo da 2 cellule in grado di ritardare di {\displaystyle 15\ \mu s} per cellula in una banda di segnali compresa tra {\displaystyle F_{1}=100\ Hz\ e\ F_{2}=5000\ Hz.}
La catena deve avere 3 prese intermedie per il prelievo del segnale rispettivamente a ritardo: {\displaystyle (r)=0\ \mu s\ ;\ (r)=15\ \mu s\ ;\ (r)=30\ \mu s}
Resistenza di terminazione voluta: {\displaystyle 1000\ \Omega .}

### Validazione dei dati base
Validazione dei dati di progetto mediante il computo della variabile {\displaystyle \varphi }; questo valore di sfasamento deve essere sempre inferiore a {\displaystyle 45}° affinché il progetto della cellula possa garantire la dovuta costanza del ritardo in funzione della frequenza:
Dai dati di progetto abbiamo:
{\displaystyle \varphi \approx 358.55\cdot (r)\cdot F=358.55\cdot 15\cdot 10^{-6}\cdot 5000\ Hz=26.89}°
risultando {\displaystyle \varphi <<45}° la catena è fattibile.
Calcolo della frequenza di taglio:
{\displaystyle Fc=m/(\pi \cdot r)=1.275/(3.1416\cdot 15\cdot 10^{-6})=27056\ Hz} ; catena fattibile essendo {\displaystyle Fc>F_{2}}.) 
Calcolo della variabile {\displaystyle Co:}
{\displaystyle Co=r/R=15\cdot 10^{-6}/1000\ \Omega =15000\ pF}

### Computazione dei componenti
{\displaystyle L=r\cdot R=15\cdot 10^{-6}\cdot 1000\ \Omega =15\ mH} ( con presa intermedia)
{\displaystyle C1=Co/(2\cdot m^{2})=15000\ pF/(2\cdot 1.275^{2})=4613.6\ pF}
{\displaystyle C2=Co\cdot (m^{2}{-}1)/m^{2}=15000\ pF\cdot (1.275^{2}{-}1)/1.275^{2}=5772.7\ pF}

### Formazione della catena di ritardo

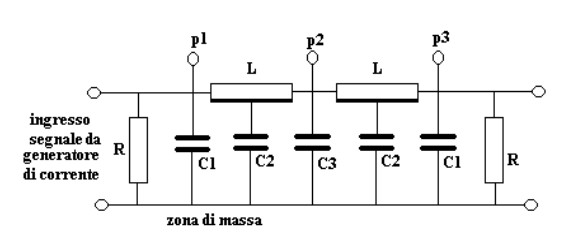

La catena di ritardo è formata da due cellule uguali secondo lo schema di figura; sono disposte tre prese di ritardo rispettivamente ai punti {\displaystyle p1=0\ \mu s\ ;\ p2=15\ \mu s\ ;\ p3=30\ \mu s.}
Il condensatore {\displaystyle C3,} nel punto d’unione delle due cellule, vale la somma di due {\displaystyle C1.}
I componenti della catena sono:
Due resistenze di terminazione: {\displaystyle R=1000\ \Omega }
Due induttanze con presa al centro:{\displaystyle L=15\ mH}
Due condensatori terminali: {\displaystyle C1=4613.6\ pF} (arrotondabile a {\displaystyle 4613pF\pm 1.25\%} )
Due condensatori per la presa centrale di {\displaystyle L:C2=5772.77\ pF} (arrotondabile a {\displaystyle 5773\ pF\pm 1.25\%})
Un condensatore nel punto di connessione tra le cellule: {\displaystyle C3=2\cdot C1=9227.2\ pF} (arrotondabile a {\displaystyle 9227\ pF\pm 1.25\%} )

## Le caratteristiche delle cellule

### Perdite della catena
Le perdite della catena di ritardo ad {\displaystyle m} derivato si calcolano in modo analogo a quelle delle cellule a k costante.
Per la catena di ritardo a due cellule, ipotizzando un {\displaystyle Q=100} per le due induttanze comprese tra l'ingresso in p1 e l’uscita in p3, avremo:
{\displaystyle Atc=n\cdot Atsc=2\cdot 2.88/Q=2\cdot 2.88/100=0.057\ dB} , valore assolutamente irrilevante.

### Onde stazionarie nelle cellule
Le onde stazionarie si generano se l'impedenza d'ingresso o uscita della catena, a seguito delle variazioni di frequenza dei segnali applicati, non è uguale ai valori delle resistenze {\displaystyle R} di terminazione.
Per minimizzare l'effetto delle onde stazionarie, in una catena che deve operare in un’ampia gamma di frequenze, sono state studiate apposite semicellule di terminazione  da collegare in testa ed in coda alla catena di ritardo.

#### Le semicellule terminali

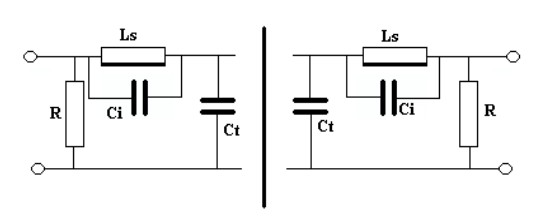
Semicellule terminali

Le semicellule terminali di una catena di ritardo ad {\displaystyle m} derivato sono riportate in figura; esse sono uguali tra loro e sono formate da un’induttanza {\displaystyle Ls} e da due condensatori: {\displaystyle Ci\ e\ Ct.}
Le semicellule terminali delimitano la catena di ritardo, indicata in figura come una barra verticale, e supportano all'esterno le due resistenze di chiusura {\displaystyle R.}
I componenti delle semicellule terminali si calcolano con le seguenti formule:
{\displaystyle Ls=0.2509\cdot R\cdot (r)}
{\displaystyle Ci=0.3617\cdot (r)/R}
{\displaystyle Ct=0.2509\cdot (r)/R}
Le formule mostrano chiaramente che questo tipo di computazione si può eseguire in modo diretto senza il ricorso a variabili di calcolo.
L’induttanza {\displaystyle Ls} è un componente normale senza alcuna presa intermedia.
Il condensatore {\displaystyle Ci} lavora in parallelo a {\displaystyle Ls.}
I condensatori {\displaystyle Ct}, una volta collegate le cellule terminali alla catena, si trovano ciascuno in parallelo al condensatore {\displaystyle C1} della cellula; è opportuno pertanto, per non mettere due componenti, rimpiazzarli con un unico condensatore, {\displaystyle Cp=C1+Ct.}

#### Completamento del progetto

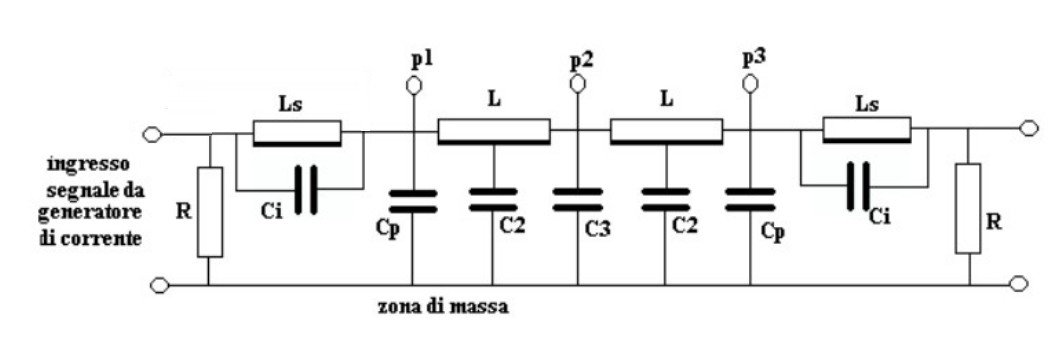
Catena di ritardo con cellule terminali

Se riproponiamo ora il progetto preliminare della catena di ritardo da completare con le semicellule terminali, non resta che calcolare quest’ultime secondo le impostazioni di base che ripetiamo negli elementi essenziali:
Dati di base del progetto
Catena di ritardo da 2 cellule in grado di ritardare di {\displaystyle 15\ \mu s} per cellula una banda di segnali compresa tra {\displaystyle 100\ e\ 5000\ Hz.}
Resistenza di terminazione di {\displaystyle 1000\ \Omega .}
Calcolo delle semicellule 
Calcolo di {\displaystyle Ls:}
{\displaystyle Ls=0.2509\cdot R\cdot (r)=0.2509\cdot 1000\ \Omega \cdot 15\cdot 10^{-6}s=3.76\ mH}
Calcolo di {\displaystyle Ci:}
{\displaystyle Ci=0.3617\cdot (r)/R=0.3617\cdot 15\cdot 10^{-6}s/1000\ \Omega =5425.5\ pF}
Calcolo di {\displaystyle Ct:}
{\displaystyle Ct=0.2509\cdot (r)/R=0.2509\cdot 15\cdot 10^{-6}s/1000\ \Omega =3763.5\ pF}
Calcolo del parallelo tra {\displaystyle C1\ e\ Ct:}
{\displaystyle Cp=C1+Ct=4613.6\ pF+3763.5\ pF=8377.1\ pF}
Note sui componenti la catena di figura 
I valori delle capacità devono essere arrotondati all'intero superiore, le tolleranze costruttive di questi componenti devono essere all' {\displaystyle 1.25/\%}.
I valori delle induttanze, costruite su nuclei in ferroxube con mina di regolazione, devono essere tarate con precisione dell' {\displaystyle 1.5/\%}.

### Caratteristica di ritardo

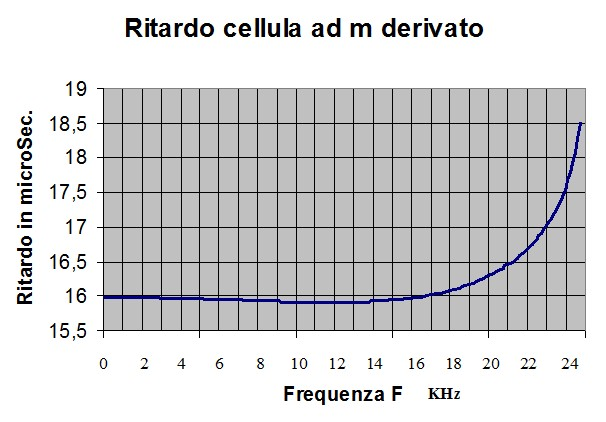
Caratteristica del ritardo in funzione della frequenza applicata

Una cellula ad {\displaystyle m} derivato ha un ritardo {\displaystyle (r)} sufficientemente indipendente dalla frequenza applicata.
Soltanto per frequenze prossime alla frequenza critica {\displaystyle Fc} si manifestano sensibili variazioni di {\displaystyle (r)} in funzione della frequenza.
È utile esaminare il comportamento di {\displaystyle (r)} , in dipendenza delle variazioni della frequenza applicata alla cellula, per tutti quei casi in cui si tenti di utilizzare la cellula stessa per il più ampio campo di frequenze possibile.
Se ad esempio una catena di ritardo è stata progettata per avere un ritardo di {\displaystyle 16\ \mu s} nel campo di frequenze {\displaystyle F_{1}=100\ Hz\ e\ F_{2}=5000\ Hz} la variazione del suo ritardo è visibile
nel diagramma di figura; si vede che all'ascissa {\displaystyle F=3\ kHz} il ritardo della cellula è di circa {\displaystyle 16\ \mu s} come da progetto; errore riscontrato praticamente nullo.
Dalla curva si osserva che il ritardo resta praticamente costante fino alla frequenza {\displaystyle F=5000\ Hz,} oltre tale frequenza il ritardo decresce a {\displaystyle 15.9\ \mu s\ a\ 12000\ Hz} con un errore percentuale, rispetto al ritardo voluto, pari al 
{\displaystyle 0.44\%.}
L’errore raggiunge poi lo {\displaystyle 0.9\%\ per\ F=19000\ Hz}. 
Alla luce di questi risultati si possono riprendere i ragionamenti in merito alla “validazione dei dati di base” , per le cellule ad m derivato, che suggeriscono di soddisfare la relazione
{\displaystyle \varphi =358.55\cdot (r)\cdot F<45}° per ottenere la costanza di {\displaystyle (r)} al variare della frequenza. 
In linea di massima questo vincolo consente di avere ottime condizioni di stabilità di 
{\displaystyle (r)} ma, in alcuni casi, visto l’andamento della curva di ritardo, se le variazioni di {\displaystyle (r)} in essa evidenziate sono comunque soddisfacenti al fine del progetto in atto, la condizione sopra indicata può essere trascurata.

## Collegamenti interni
- Testo scaricabile liberamente